# Dry (Harvey)
Dry is het eerste album van singer-songwriter PJ Harvey.
Het werd in 1992 uitgebracht bij het label Too Pure (Verenigd Koninkrijk) en Indigo Records (Verenigde Staten).
Dry kreeg veel reactie van de critici en werd meermaals verkozen tot beste album van het jaar.
In 2000 stond het op de 86e plaats in de lijst van de '100 Greatest Albums of All Time', opgesteld door Melody Maker.
In 2004 zei PJ Harvey het volgende over haar debuutalbum in een interview met Filter magazine : "Dry is de eerste kans die ik ooit heb gekregen om een plaat te maken en ik dacht dat het m'n laatste zou zijn. Dus, stopte ik alles wat ik had in dat album. Het was een heel 'extreem' album. Het was voor mij een enorm plezier om het te mogen maken. Ik had nooit gedacht dat ik die kans zou krijgen, dus vond ik dat ik alles wat ik kon op het album moest laten horen, want het was waarschijnlijk mijn enige kans. Daarom voelde het maken van de plaat zo 'extreem'."

## Tracklist
Alle liedjes zijn geschreven door PJ Harvey, behalve tracks 3, 5, 8 en 9 zijn geschreven door
PJ Harvey en Rob Ellis.
1. Oh My Lover – 3:57
2. O Stella – 2:36
3. Dress – 3:16
4. Victory - 3:16
5. Happy and Bleeding – 4:50
6. Sheela-Na-Gig – 3:11
7. Hair – 3:45
8. Joe – 2:33
9. Plants and Rags – 4:07
10. Fountain – 3:52
11. Water – 4:32

## Singles en Promo-video's
1. Dress (twee versies)
2. Sheela-na-gig

## Medewerkers
- PJ Harvey - Gitaar, Viool, Zang, Producer
- Robert Ellis - Drum, Harmonium, Backing-vocals, Producer, Mixing
- Steve Vaughan - Bass
- Ben Groenevelt - Bass, Double Bass
- Ian Olliver - Bass
- Mike Paine - Gitaar
- Chas Dickie - Cello
- Vernon - Producer

## Charts

### Album
| Jaar | Chart           | Positie |
| ---- | --------------- | ------- |
| 1992 | UK Albums Chart | 11      |

### Singles
| Jaar | Single        | Chart              | Positie |
| ---- | ------------- | ------------------ | ------- |
| 1992 | Sheela-na-gig | Modern Rock Tracks | 9       |